# ジャネット・イヴァノヴィッチ
ジャネット・イヴァノヴィッチ（英: Janet Evanovich、旧姓：シュナイダー (Schneider) 、1943年4月22日 - ）は、アメリカ合衆国の作家。ステッフィー・ホール (Steffie Hall) 名義で短編の現代ロマンス小説でデビューしたが、名を知られるようになったのはステファニー・プラムが主人公のミステリシリーズからである。ステファニー・プラムは、ニュージャージー州トレントン出身のランジェリーバイヤーで、後に失職しバウンティハンター（賞金稼ぎ）に転身する。シリーズ18作はいずれもニューヨーク・タイムズやAmazon.comのベストセラーリストに名を連ねている。

## 生い立ち
ニュージャージー州サウス・リバーで機械工の父と主婦の母との間に生まれ育った二世である。同州のサウス・リバー高校を卒業。ラッガーズ大学ダグラス・カレッジに進学し美術を専攻した。
子供を授かったと分かった時、自身の母のように主婦になる道を選んだ。30代になると小説の執筆を始め、会話文の書き方を学ぶために即興劇のクラスを受講した。10年間、Great American Novel （アメリカの歴史や文化をテーマとした作品）を書こうと試みたが、書き終えた3作の原稿は出版までこぎつけることはできなかった。周囲の勧めでロマンス小説に挑み、いくつかの作品を読んでみて、自分がこのジャンルを楽しんで書けることに気付き、2作のロマンス小説を出版することができた。まだ出版社を見つけられずにいた頃、一時的に職業紹介所に勤めた。それから数か月経ち、2作目のロマンス小説の原稿を2,000ドルで買いたいとオファーを受けた。その時の彼女にとって2,000ドルは大金であった。

## 作品概要

### ロマンス小説
1987年にステッフィー・ホール名義で出版された"Hero at Large" は、「2度目の恋」をテーマとした作品であった。翌年にはBantam Loveswept （出版社）に本名で作品を執筆した。それから5年間、Loveswept にロマンス小説を書き続けた。ロマンス小説を書くうちに、好感を持てるキャラクターや魅力的な男性を書くすべを自然と学んでいった。この頃の彼女の作品はユーモアに満ちていた。
12作目のロマンス小説を書き終えた後、性描写よりもアクションシーンにより興味が湧いていることに気付いた。担当編集者は彼女の変心に関心がなかったため、自分が本当に書きたいもののプランを約1年半かけて練り上げた。

### ステファニー・プラム・シリーズ
自分が書きたいのはロマンティックな冒険小説だと決め、それまでのロマンス小説と異なり、新しいシリーズは一人称という形をとった。その過程で、シットコムのような書き方をしようとし、新作では、国民的ドラマ「となりのサインフェルド」のように、中心的人物とその周りの人々、という形式を取った。
ロバート・デ・ニーロ主演のアクション・コメディ映画「ミッドナイト・ラン」に触発され、ヒロインをバウンティハンターにしようと決めた。スケジュールに縛られず、制服もなく、ある程度ロマンティックにもできるバウンティハンターを主人公としたことで、より自由に書けるようになった。作品の舞台となるトレントンについても調査を重ねた。
1994年、初となるロマンティック・アドベンチャー小説『私が愛したリボルバー』（原題：One for the Money ）が刊行され、レビューも高評価を得た。これがバウンティハンター、ステファニー・プラムを主人公としたシリーズの始まりであった。『私が愛したリボルバー』は、「ニューヨーク・タイムズ」の“注目の本”や「パブリッシャーズ・ウィークリー」の“1994年のベスト”、「USAトゥデイ」でもベストに選ばれた。
その後もステファニー・プラム・シリーズを書き続け、第6作『わしの息子はろくでなし』（原題：Hot Six ）が著作の中で初めて「ニューヨーク・タイムズ」のベストセラーリスト第1位にランクインした。続くシリーズの各作品も1位を獲得した。"All About Romance" は彼女を「ロマンス小説というジャンルをやめながらも、それまでのファンを逃さなかったまれな作家」と評した。
ステファニー・プラム・シリーズには、イヴァノヴィッチ自身の生活が取り入れられており、多くの共通点がある。ニュージャージー州出身であること、チートス（チーズ味のスナック菓子）が好物であること、ハムスターを飼っていること、似たような厄介な経験を持つことなどである。グランマ・マズールというキャラクターはイヴァノヴィッチの祖母・ファニーと叔母・レナからアイディアを得ており、年上の彼女たちを「いつかあのようになりたい人」と言っている。
『私が愛したリボルバー』の刊行に先立って、映画化の権利をコロンビア ピクチャーズに100万ドルで売却した。配給元のライオンズゲートは2012年1月27日に封切りした（邦題は『ラブ&マネー』）。キャサリン・ハイグルがステファニー・プラム役を、『ザ・ビュー』のシェリ・シェパードがルーラ役を、デビー・レイノルズがグランマ・マズール役を、ジェイソン・オマラがジョー・モレリ役を、ダニエル・サンジャタがレンジャー役を演じた。監督はジュリー・アン・ロビンソンが務めた。

## 私生活
平日は1日8時間、休日は12時間あまり仕事をする。新作を書く前には、各章で起こることを1, 2行にまとめた簡潔なアウトラインを作成する。新作が刊行される際にはブック・ツアーを行っており、2006年に刊行した作品では2,000から3,000人にサインした。"Explosive Eighteen" を除き、第3作以降の著書のタイトルはファンが提案したものから採用されている。
現在はニューハンプシャー州及びフロリダ州に1964年に結婚した夫ピートと暮らしている。ピートはセルビア系の血を引いている。夫を含め、家族（息子ピーター、娘アレクサンドラ、義理の息子P・J・ヘラー）はEvanovich Inc. （イヴァノヴィッチ法人）の社員である。

## 作品リスト

### ロマンス小説
ステッフィー・ホール名義で執筆された。
1. Hero at Large (1987)
2. Foul Play (1989)
3. The Grand Finale (1988)
4. Thanksgiving (1988)
5. Manhunt (1988)
6. Ivan Takes a Wife (1988)
7. Naughty Neighbor (1992)
8. Love Overboard (2005)

### エルジー・ホーキンス・シリーズ
1. Back to the Bedroom (1989)
2. Smitten (1990)
3. Wife for Hire (1990)
4. Rocky Road to Romance (1991)

### ステファニー・プラム・シリーズ
| #  | 邦題                         | 原題                   | 刊行年 | 刊行年月   | 訳者     | レーベル         |
| -- | ---------------------------- | ---------------------- | ------ | ---------- | -------- | ---------------- |
| 1  | 私が愛したリボルバー         | One for the Money      | 1994年 | 1996年4月  | 細美遥子 | 扶桑社ミステリー |
| 2  | あたしにしかできない職業     | Two for the Dough      | 1996年 | 1997年10月 | 細美遥子 | 扶桑社ミステリー |
| 3  | モーおじさんの失踪           | Three to Get Deadly    | 1997年 | 1998年2月  | 細美遥子 | 扶桑社ミステリー |
| 4  | サリーは謎解き名人           | For to Score           | 1998年 | 1999年6月  | 細美遥子 | 扶桑社ミステリー |
| 5  | けちんぼフレッドを探せ!      | High Five              | 1999年 | 2001年8月  | 細美遥子 | 扶桑社ミステリー |
| 6  | わしの息子はろくでなし       | Hot Six                | 2000年 | 2001年8月  | 細美遥子 | 扶桑社ミステリー |
| 7  | 快傑ムーンはご機嫌ななめ     | Seven Up               | 2001年 | 2003年2月  | 細美遥子 | 扶桑社ミステリー |
| 8  | やっつけ仕事で八方ふさがり   | Hard Eight             | 2002年 | 2003年5月  | 細美遥子 | 扶桑社ミステリー |
| 9  | 九死に一生ハンター稼業       | To the Nines           | 2003年 | 2006年2月  | 細美遥子 | 扶桑社ミステリー |
| 10 | カスに向かって撃て!          | Ten Big Ones           | 2004年 | 2008年2月  | 細美遥子 | 集英社文庫       |
| 11 | バスルームから気合いを込めて | Eleven on Top          | 2005年 | 2008年7月  | 細美遥子 | 集英社文庫       |
| 12 | あたしの手元は10000ボルト    | Twelve Sharp           | 2006年 | 2009年3月  | 細美遥子 | 集英社文庫       |
| 13 |                              | Lean Mean Thirteen     | 2007年 |            |          |                  |
| 14 |                              | Fearless Fourteen      | 2008年 |            |          |                  |
| 15 |                              | Finger Lickin' Fifteen | 2009年 |            |          |                  |
| 16 |                              | Sizzling Sixteen       | 2010年 |            |          |                  |
| 17 |                              | Smokin' Seventeen      | 2011年 |            |          |                  |
| 18 |                              | Explosive Eighteen     | 2011年 |            |          |                  |

### ステファニー・プラム・シリーズ番外編
| # | 邦題                 | 原題                   | 刊行年 | 刊行年月   | 訳者     | レーベル         |
| - | -------------------- | ---------------------- | ------ | ---------- | -------- | ---------------- |
| 1 |                      | The Last Peep          | 1997年 |            |          |                  |
| 2 | お騒がせなクリスマス | Visions of Sugar Plums | 2002年 | 2003年10月 | 細美遥子 | 扶桑社ミステリー |
| 3 | 勝手に来やがれ       | Plum Lovin'            | 2007年 | 2010年1月  | 細美遥子 | 集英社文庫       |
| 4 |                      | Plum Lucky             | 2008年 |            |          |                  |
| 5 |                      | Plum Spooky            | 2009年 |            |          |                  |

### ディーゼル・シリーズ
1. Wicked Appetite (2010)
2. Wicked Business (2012)

### バーナビー・シリーズ
| # | 邦題                   | 原題                              | 刊行年 | 刊行年月   | 訳者     | レーベル         |
| - | ---------------------- | --------------------------------- | ------ | ---------- | -------- | ---------------- |
| 1 | あたしはメトロガール   | Metro Girl                        | 2004年 | 2008年1月  | 川副智子 | ソフトバンク文庫 |
| 2 | モーターマウスにご用心 | Motor Mouth                       | 2006年 | 2008年10月 | 川副智子 | ソフトバンク文庫 |
| 3 |                        | Trouble Maker 1 / Trouble Maker 2 | 2010年 |            |          |                  |

### フル（マックス・ホルト）シリーズ【シャルロット・ヒューズとの共作】
| # | 邦題             | 原題       | 刊行年 | 刊行年月  | 訳者     | レーベル         |
| - | ---------------- | ---------- | ------ | --------- | -------- | ---------------- |
| 1 | 気分はフルハウス | Full House | 1989年 | 2004年2月 | 細美遥子 | 扶桑社ミステリー |
| 2 | 気分はフル回転   | Full Tilt  | 2003年 | 2007年7月 | 細美遥子 | 扶桑社ミステリー |
| 3 |                  | Full Speed | 2003年 |           |          |                  |
| 4 |                  | Full Blast | 2004年 |           |          |                  |
| 5 |                  | Full Bloom | 2005年 |           |          |                  |
| 6 |                  | Full Scoop | 2006年 |           |          |                  |

### ホット（ケイト・マディガン）シリーズ【リアン・バンクスとの共作】
1. Hot Stuff (2007)

### ノンフィクション
1. How I Write (2006)

## 受賞・ノミネート歴
- 1994年：『私が愛したリボルバー』でアガサ賞処女長編賞ノミネート
- 1995年：『私が愛したリボルバー』でディリス賞受賞、ジョン・クリーシー・ダガー賞受賞エドガー賞 処女長編賞ノミネート、アンソニー賞長編賞ノミネート
- 1997年：『モーおじさんの失踪』でシルバー・ダガー賞受賞
- 1998年：『モーおじさんの失踪』でディリス賞受賞
- 2000年：『けちんぼフレッドを探せ! 』でアンソニー賞長編賞ノミネート、バリー賞長編賞ノミネート
- 2001年：『わしの息子はろくでなし』でディリス賞ノミネート